# Gyanmati
Gyanmati(devanagari:ज्ञानमति, Distrito de Barabanki, Uttar Pradesh, 22 de octubre de 1934) es una monja jaina india conocida por construir varios templos como Jastinápura.
Aprendió sánscrito en la Escuela gramatical Aindra.
Fue iniciada como monja en el Templo Shri Mahaveer Ji por Deshbhushan.